# Jonathan Conrado
Jonathan Conrado (Quito, Ecuador, 30 de mayo de 1991) es un futbolista ecuatoriano que juega de mediocampista en la Colón FC de la Segunda Categoría de Ecuador.

## Clubes
| Club               | País    | Año       |
| ------------------ | ------- | --------- |
| Aucas              | Ecuador | 2007-2009 |
| Liga de Quito      | Ecuador | 2010      |
| América            | Ecuador | 2010      |
| Aucas              | Ecuador | 2011      |
| Deportivo Azogues  | Ecuador | 2011      |
| Liga de Portoviejo | Ecuador | 2012-2013 |
| U.T.Cotopaxi       | Ecuador | 2014      |
| Colón FC           | Ecuador | 2015-     |